# Szczelinowiec długi
Szczelinowiec długi (Neolamprologus longior) – słodkowodna, drapieżna ryba z rodziny pielęgnicowatych. Hodowana w akwariach. 
Występowanie: litoral skalny i żwirowy wschodniej części Jeziora Tanganika w Afryce, na głębokości od 3 do 40 m.

## Opis
Ciało lekko bocznie spłaszczone, wydłużone, walcowate, pomarańczowe. Osiąga długość do 10 cm. Budową i zachowaniem bardzo zbliżony do szczelinowca Leleupa, z którym jest często mylony. Początkowo N. longior był klasyfikowany jako podgatunek N. leleupi. N. longior ma ciało bardziej wydłużone i niższe. Trudności w rozróżnieniu obydwu gatunków utrudnia również ich skłonność do zmiany ubarwienia pod wpływem zmian parametrów wody lub na skutek pobieranej karmy.
Dymorfizm płciowy: Samce są większe od samic i mają dłuższe końcówki płetw.
| Zalecane warunki w akwarium | Zalecane warunki w akwarium |
| --------------------------- | --------------------------- |
| Zbiornik                    | minimum 80 cm               |
| Temperatura wody            | 25 – 28 °C                  |
| Twardość wody               | twarda 8 - 25°n             |
| Skala pH                    | 7,5 - 8,5                   |
| Pokarm                      | żywy, mrożony lub suchy     |